# Nichirei International Championships 1996
Il Nichirei International Championships 1996 è stato un torneo di tennis giocato sul cemento. È stata la 19ª edizione del torneo, che fa parte della categoria Tier II nell'ambito del WTA Tour 1996. Si è giocato a Ariake Coliseum di Tokyo in Giappone dal 16 al 22 settembre 1996.

## Campionesse

### Singolare
Monica Seles ha battuto in finale  Arantxa Sánchez Vicario con il punteggio di 6–1, 6–4

### Doppio
Amanda Coetzer /  Mary Pierce hanno battuto in finale  Sung-Hee Park /  Shi-Ting Wang con il punteggio di 6–3, 7–6